# Atlantic League
Pour les ligues de baseball, voir South Atlantic League et Atlantic League of Professional Baseball.
L'Atlantic League est un projet de compétition de football imaginé en février 2000 qui voulait opposer les meilleurs clubs européens ne faisant pas partie du big five.

## Naissance puis rejet du projet
Après l'arrêt Bosman et la réforme de la Ligue des champions en 1997, permettant à certains pays d'avoir deux clubs au lieu d'un dans cette compétition, un déséquilibre s'opère dans le football européen,.
Pour rééquilibrer les forces, un projet d'Atlantic League (également appelé sixième ligue) est imaginé en 2000, par Harry van Raaij, le président du club néerlandais du PSV Eindhoven.
Van Raaij souhaite regrouper dans une même compétition les meilleurs clubs des petits championnats : Anderlecht, le FC Bruges et le Standard Liège pour la Belgique, le Celtic et les Rangers pour l'Écosse, l'Ajax, le PSV Eindhoven et Feyenoord pour les Pays-Bas, Benfica, le FC Porto et le Sporting CP pour le Portugal, Bröndby pour le Danemark et Rosenborg pour la Norvège.
« Ainsi regroupés, nous toucherions un bassin de population beaucoup plus important. Le marché prendrait une autre dimension. Les sponsors et les télévisions paieraient davantage. Et les joueurs auraient moins la tentation de partir », déclare Van Raaij lors de l'exposition de son projet,.
Ce projet est légal puisque selon l'article 53 de ses statuts, la Fédération internationale de football (FIFA) n'interdit pas formellement des regroupements transnationaux. Une seule condition est requise : les différentes fédérations nationales concernées doivent être d'accord entre elles.
En 2001, l'UEFA rejette le projet initial car il se présente sous la forme d'un championnat supra-national, lié seulement aux championnats nationaux par un système de promotion / relégation, et promet en retour une refonte de la Coupe UEFA.
En 2002, un nouveau projet, la North Atlantic League Cup, imagine une compétition complémentaire aux championnats, sous la forme d'une coupe supra-nationale, mais il ne se concrétise pas. En 2008-2009, les dirigeants écossais relancent le sujet, sans que cela ne se concrétise à court terme malgré l'intérêt des clubs belges et néerlandais.